# 朱湖镇
朱湖镇，是中华人民共和国江苏省宿迁市泗洪县下辖的一个乡镇级行政单位。

## 行政区划
朱湖镇下辖以下地区：
朱湖社区、鱼行村、苗圃村、黄圩村、庄塘村、臧桥村、太山村、马宅村、新洪村、鱼行村、新行村、苗圃村和新洪村。